# Anglesey
Anglesey nebo velšsky Ynys Môn [ənysmón] je ostrov o rozloze 714 km² při severozápadním pobřeží Walesu, oddělený od něj průlivem Menai. Tvoří zároveň jedno z velšských hrabství. V rámci Walesu je největším ostrovem, s výjimkou Irska také pátým největším ostrovem v okolí ostrova Velké Británie. Při jeho pobřeží se nachází i několik menších ostrovů, jež jsou součástí angleseyského hrabství; největším z těchto ostrovů je Holy Island.

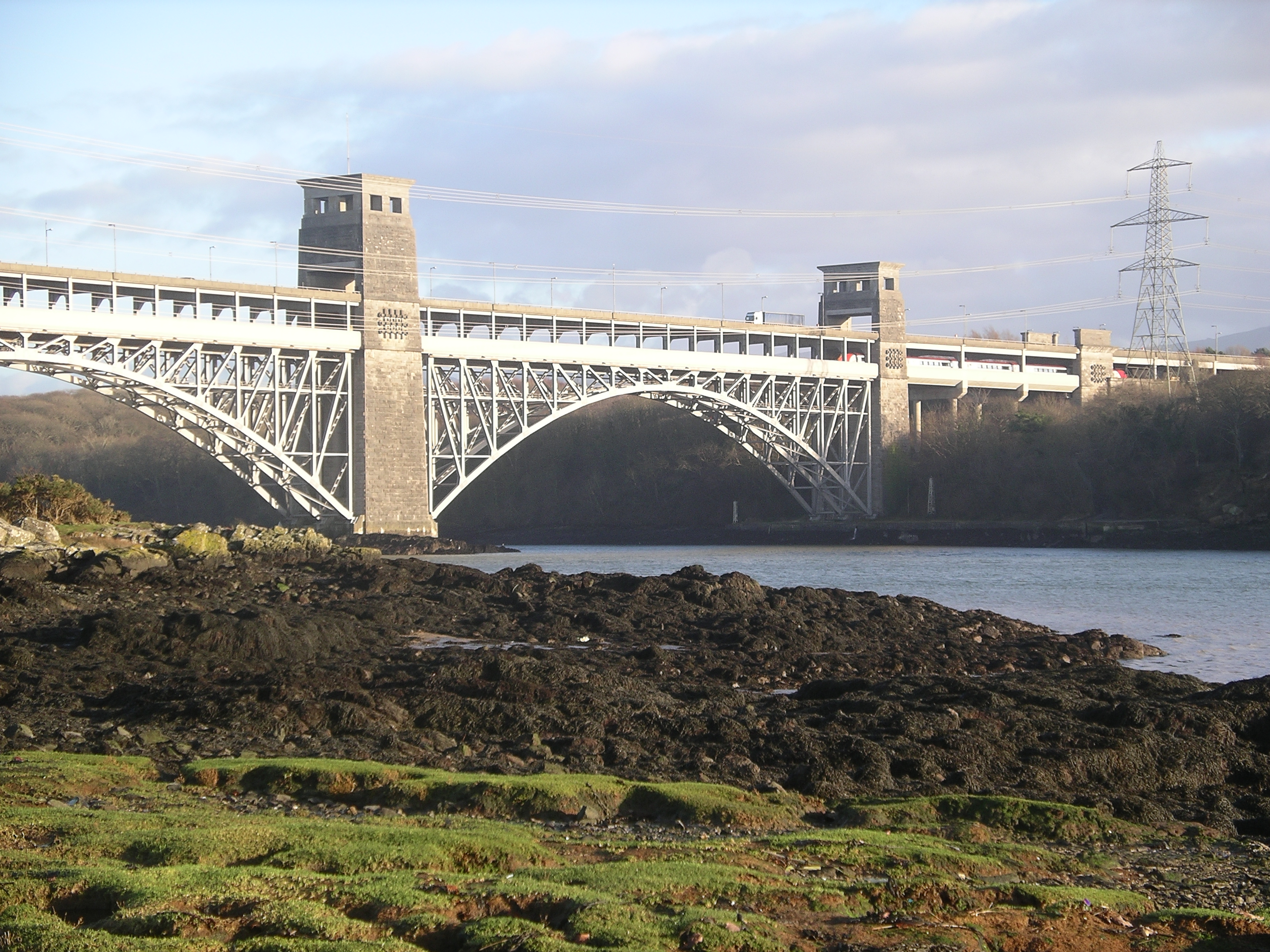
Britannia Bridge je západnější ze dvou mostů, jež Anglesey spojují s pevninou

Jméno ostrova v angličtině nemá úplně jasnou etymologii; nejčastěji uváděný význam „Ostrov Anglů“ dnes není přijímán. Jméno je v současné době vykládáno – i s poukazem na historii osídlení přilehlých území – jako zkomolenina staronorského jména Öngullsey (buď „Ongullův ostrov“ anebo „Hranatý ostrov“).
Hovoří se zde převážně velšsky. Metropolí ostrova je Llangefni, největším městem je však Holyhead. S waleskou pevninou je Anglesey spojen dvěma mosty, jež se přes ni klenou: Menai Suspension Bridge, postavený Thomasem Telfordem roku 1826, a dvakrát rekonstruovaný novější Britannia Bridge. Přes něj vede železniční trať spojující Holyhead se severoanglickým železničním uzlem Crewe.
Ostrov je oblíbeným turistickým cílem; příjmy z turistiky dnes krom tradičního zemědělství tvoří hlavní část finančních příjmů zdejších obyvatel. Mimo jiné tu leží obec Llanfairpwllgwyngyllgogerychwyrndrobwllllantysiliogogogoch, pyšnící se nejdelším místopisným názvem v Evropě.